# Hans Groß (Luftschiffkonstrukteur)

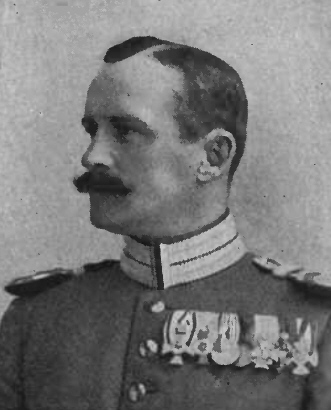
Hans Groß

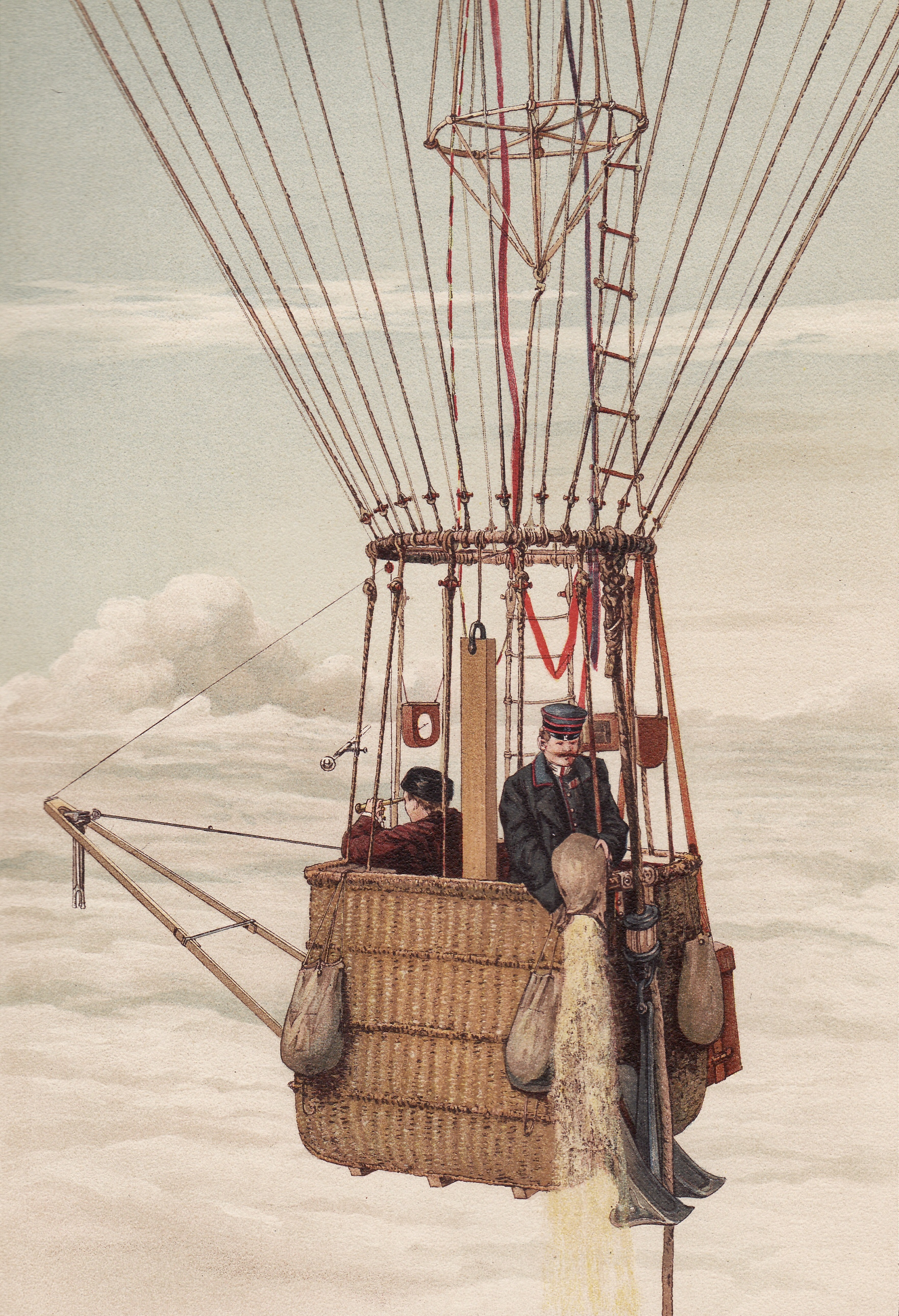
Ballonkorb des Phoenix mit Berson (links) und Groß, Zeichnung von Hans Groß

Hans Georg Friedrich Groß (* 4. Mai 1860 in Samter; † 27. Februar 1924 in Berlin) war ein preußischer Generalmajor, Ballonfahrer und Konstrukteur von Militärluftschiffen.

## Leben
Groß hatte am 13. September 1882 sein Patent als Sekondeleutnant in der Ingenieur- und Pioniertruppe der Preußischen Armee erhalten. 1886 kam er erstmals mit der Luftfahrt in Berührung, als Groß zu der zwei Jahre zuvor aufgestellten Luftschiffer-Abteilung versetzt wurde. Er trat noch im selben Jahr in den Deutschen Verein zur Förderung der Luftschifffahrt ein, dessen Ehrenmitglied er später wurde. In den 1890er Jahren beteiligte er sich als Ballonführer in 28 Fällen an den Berliner wissenschaftlichen Luftfahrten, die der Verein auf Initiative des Meteorologen Richard Aßmann durchführte. Die dabei eingesetzten Ballons M. W., Humboldt und Phönix waren von Groß konzipiert und immer wieder verbessert worden. Zudem machte er sich um die Ausbildung ziviler Ballonführer wie Arthur Berson und Reinhard Süring verdient. Nachdem der mit Wasserstoff gefüllte Humboldt nach seiner Landung am 26. April 1893 auf Grund einer elektrostatischen Entladung explodiert und verbrannt war, entwickelte Groß eine zeitgemäße Variante der von John Wise 1844 erfundenen Reißbahn, um den Ballon schneller entleeren zu können. Nach einem Start unter Anwesenheit Kaiser Wilhelm II. erreichte er am 11. Mai 1894 gemeinsam mit Berson im Phönix eine Höhe von 7930 Metern. So hoch war vor ihm noch kein Deutscher gewesen. Berson stellte mit dem von Groß konstruierten Phönix am 4. Dezember 1894 mit 9155 Metern sogar einen neuen Höhenweltrekord auf. Bis 1904 hatte Groß bereits 175 Freiballonfahrten ausgeführt, mehr als jeder andere deutsche Ballonfahrer.

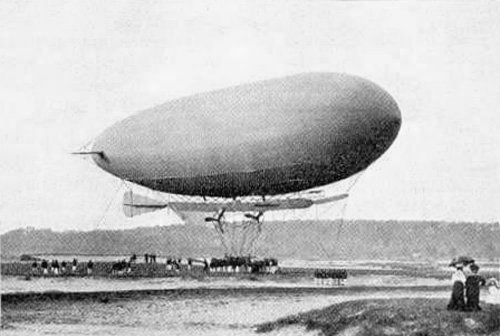
Luftschiff M I im Jahr 1908

1906 wurde Groß, mittlerweile Major, Kommandeur des Luftschiffer-Bataillons Nr. 2. Sein Interesse galt nun verstärkt dem Bau eines Luftschiffs für militärische Zwecke. Er hatte schon 1895/96 David Schwarz bei der Entwicklung seines Ganzmetallluftschiffs unterstützt. Nun konstruierte er gemeinsam mit Oberingenieur Nikolaus Basenach (1875–1951) das erste deutsche Militärluftschiff, ein halbstarres Kielluftschiff. Vom Typ Groß-Basenach wurde 1908 zunächst ein Versuchsluftschiff, danach bis 1913 die Luftschiffe M I bis M IV gebaut. M I hatte seine Jungfernfahrt am 30. Juni 1908 und legte am 11. und 12. September 1908 eine Strecke von 300 km zurück, mehr als jedes andere Luftschiff zuvor. M III war 1910 mit einer Geschwindigkeit von 59 km/h das schnellste Luftschiff seiner Zeit. M IV erreichte 1913 sogar 82 km/h.
Groß war auch als Militärlehrer an der Militärtechnischen Akademie und als Sachverständiger des preußischen Kriegsministeriums tätig. Er galt als einer der schärfsten Kritiker des Starrluftschiffs Zeppelinscher Bauart. Nachdem er in einem Vortrag gemutmaßt hatte, Zeppelin hätte die Idee des Starrluftschiffs von David Schwarz übernommen, forderte dieser ihn zum Duell, das der Kaiser allerdings verbot. Ende 1913 wurde Groß als Oberstleutnant zum Inspekteur der Inspektion der Telegrafentruppe in Karlsruhe ernannt. Diese Stellung bekleidete er auch über den Ausbruch des Ersten Weltkriegs hinaus. Später diente Groß als Nachrichten-General Nr. 1 der 1. Armee an der Westfront und war als Generalmajor ab 9. August 1918 Chef der Feldtelegrafie des Heeres. Nach Kriegsende schied Groß am 11. August 1919 aus dem Militärdienst.

## Ehrungen
Groß wurde 1888 für seine Verdienste bei der Ausbildung österreichischer Militärluftschiffer mit dem Ritterkreuz des Franz-Joseph-Ordens ausgezeichnet.
In Berlin-Oberschöneweide ist seit 1910 eine Straße nach ihm benannt, ebenso in Huckarde und Radbod, später Teil der Gemeinde Bockum-Hövel.

## Werke
- Die Luftschiffahrt. (= Hillgers illustrierte Volksbücher, Bd. 9), Hilger, Berlin 1904.